# Августа Вюртемберзька
Августа Вюртемберзька (нім. Auguste von Württemberg), повне ім'я Катерина Фредеріка Шарлотта Вюртемберзька (нім. Auguste Wilhelmine Henriette von Württemberg, 4 жовтня 1826 — 3 грудня 1898) — вюртемберзька принцеса з Вюртемберзького дому, донька короля Вюртембергу Вільгельма I та вюртемберзької принцеси Пауліни, дружина принца Германа Саксен-Веймар-Айзенаського.

## Біографія

### Походження
Августа народилася 4 жовтня 1826 року у Штутгарті. Вона була третьою дитиною та другою донькою короля Вюртембергу Вільгельма I та його третьої дружини Пауліни Вюртемберзької. Дівчинка мала старшу сестру Катерину та брата Карла.

### Шлюбне життя
У 24 років Августа взяла шлюб із 25-річним принцом Саксен-Веймар-Айзенаським Германом. Наречену змальовували як непривабливу, проте життєрадісну та мудру дівчину. Наречений служив у вюртемберзькій кавалерії. Їхнє вінчання відбулося 17 червня 1851 року у Фрідріхсгафені. 
Після весілля пара залишилася у Вюртемберзі, аби Герман міг продовжити службу. У 1853 році він був призначений командиром полку гвардійців, а у 1865-му — залишив армію у чині генерал-лейтенанта через відсутність перспектив.
У подружжя народилося семеро дітей, з яких вижили шестеро.
Мешкала родина у Веймарському палаці на Neckarstraße, 25/27. Тривалий час їхня домівка була центром мистетвоорієнтованого суспільного життя Штутгарта.
Августа пішла з життя 3 грудня 1898 року в 72-річному віці. Похована поблизу їхньої домівкиː на цвинтарі Pragfriedhof у Штутгарті.

## Нагороди
- Орден Святої Катерини 1 ступеня (Російська імперія) (29 січня 1845).

## Родина

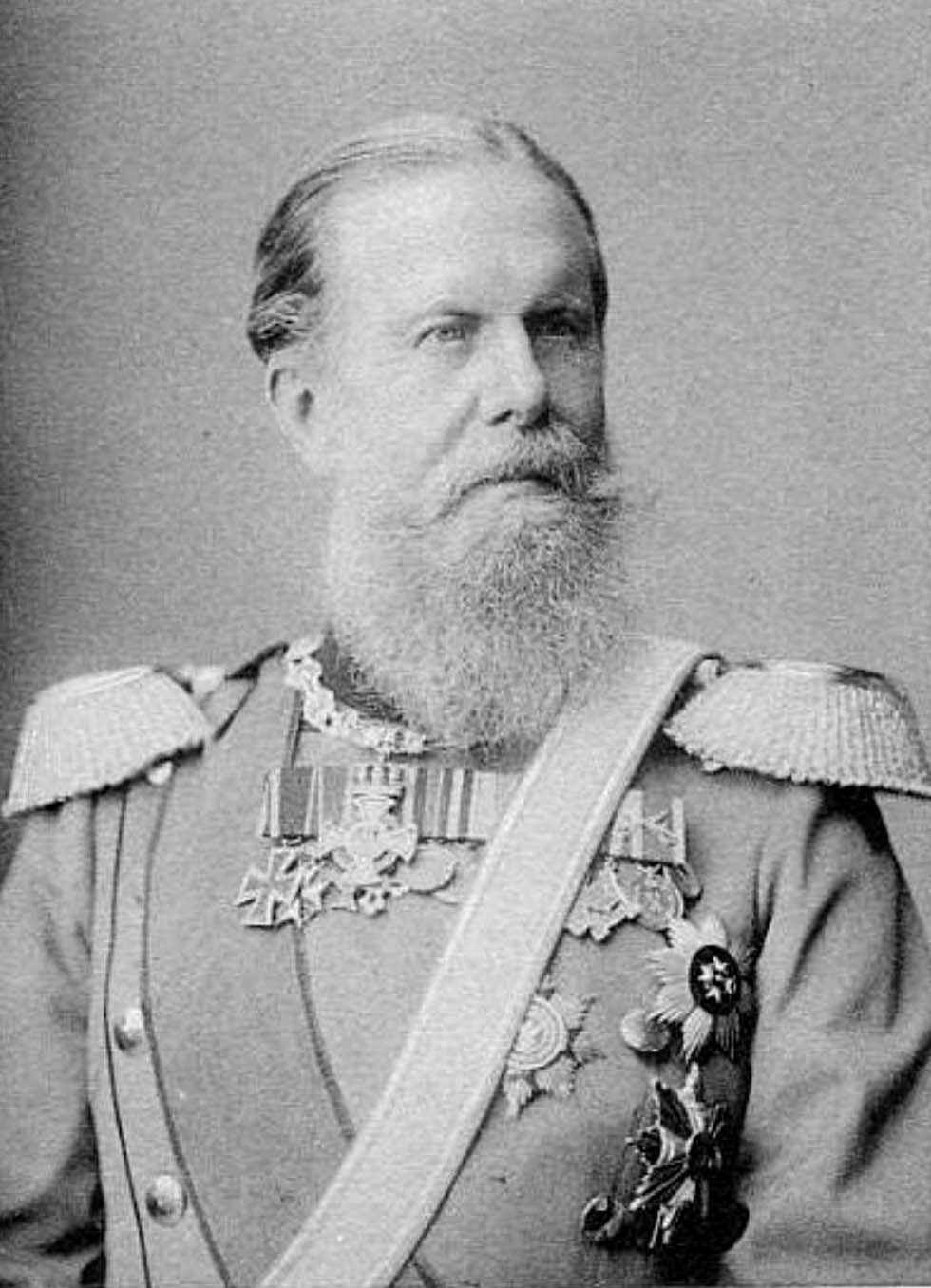
Герман Саксен-Веймар-Айзенаський, фото близько 1870

Чоловік — Герман Саксен-Веймар-Айзенаський (1825—1901)
Дітиː
- Пауліна (1852—1904) — дружина спадкоємного принца Саксен-Веймар-Айзенаху Карла Августа, мала двох синів;
- Вільгельм (1853—1924) — спадкоємний принц Саксен-Веймар-Айзенаху у 1901—1912 роках, був одруженим із Гертою Ізенбург-Бюдінген-Вахтерсбахською, мав двох синів, та доньку;
- Бернхард (1855—1907) — був двічі одруженим, дітей не мав;
- Александр (1857—1891) — одруженим не був, дітей не мав;
- Ернст (1859—1909) — одруженим не був, дітей не мав;
- Ольга (1869—1924) — дружина принца Леопольда Ізенбург-Бюдінген-Бірштайнського, мала сина.